# كليوباترا (فلم 1963)
كليوباترا (بالإنجليزية: Cleopatra) هو فيلم دراما تم إنتاجه في الولايات المتحدة والمملكة المتحدة وصدر في سنة 1963. الفيلم من إخراج جوزيف مانكيفيتس.

## بطولة
- إليزابيث تايلور
- ريتشارد برتون
- ريكس هاريسون
- مارتن لانداو

### ترشيحات وجوائز
| السنة | الحدث  | الفئة               | النتيجة  |
| ----- | ------ | ------------------- | -------- |
| 1963  | أوسكار | أفضل فيلم           | ترشـيـح  |
| 1963  | أوسكار | أفضل ممثل           | ترشـيـح  |
| 1963  | أوسكار | أفضل تصوير سينمائي  | فـــــوز |
| 1963  | أوسكار | أفضل إخراج فني      | فـــــوز |
| 1963  | أوسكار | أفضل تصميم أزياء    | فـــــوز |
| 1963  | أوسكار | أفضل خلط أصوات      | ترشـيـح  |
| 1963  | أوسكار | أفضل مونتاج         | ترشـيـح  |
| 1963  | أوسكار | أفضل مؤثرات خاصة    | فـــــوز |
| 1963  | أوسكار | أفضل موسيقى تصويرية | ترشـيـح  |

## الميزانية والإيرادات
بلغت تكلفة إنتاج الفيلم حوالي 44 مليون دولار بينما حقق أرباحا تقدر بـ 57,777,778 () دولار.

## ابمراجع
1. ↑  "معلومات عن كليوباترا (فيلم 1963) على موقع cineplex.de". cineplex.de. مؤرشف من الأصل في 2019-12-13.
2. ↑  كليوباترا (فلم 1963) في قاعدة بيانات الأفلام العربية
3. ↑  "IsHyperlinkQuery":true,"FilmId":2845,"Sort":"2-Film%20Title-Alpha","Search":"Basic"} "معلومات عن كليوباترا (فيلم 1963) على موقع awardsdatabase.oscars.org". awardsdatabase.oscars.org. مؤرشف من "IsHyperlinkQuery":true,"FilmId":2845,"Sort":"2-Film Title-Alpha","Search":"Basic"} الأصل في 2020-01-05. {{استشهاد ويب}}: تحقق من قيمة |مسار= (مساعدة)

## روابط خارجية
- مقالات تستعمل روابط فنية بلا صلة مع ويكي بيانات